# Fondo de les Quatre Boques
El fondo de les Quatre Boques és un torrent al peu sud-oriental del Massís de Bonastre a la comarca tarragonina del Baix Penedès.
El torrent té el seu origen a la part superior del fondo del Merino, sota el coll de la Font del Benet, a 300 m d'altitud, dins el terme municipal d'Albinyana (Baix Penedès). Ja en terme del Vendrell, recull les aigües torrencials del vessant occidental del Puig Claper (250 m) i sud-oriental de la Plana del Xim (272 m).
Segueix cap al sud-est, passant pel Mas Borràs (nucli urbanitzat), discorrent per sota les vies del TGV i l'autopista AP-7 fins a la vora de Sant Vicenç de Calders (el Vendrell), confluència amb el torrent del Lleó, on és anomenat torrent de l'Aragall i pren direcció sud fins a la platja de Sant Salvador.
Bona part del transcurs del torrent discorre per la finca de caça Pedragrossa (Cal Setró) que també està inclosa en l'àrea del PEIN Massís de Bonastre i la Xarxa natura 2000 (UE) conformant una ZEPA (zona especial de protecció de les aus). Pel fons del mateix torrent hi transcorre una pista que enllaça el Mas Borràs amb la finca i masia de Cal Setró. També hi transita el sender excursionista de petit recorregut PR-C16 procedent del Vendrell. La pista està tancada en alguns punts, des d'on surten diversos corriols i senders que circulen voltant el perímetre de la finca.